# 雪梨唐人街
悉尼华埠（官方名称為華埠，亦通稱唐人街、中华村）是澳洲聯邦新南威爾士州首府悉尼商業中心區南端的區域。它位處中央車站與達令港之間的禧市（Haymarket），由地方政府區域悉尼市管轄，是澳大利亚全國最大的唐人街，亦是南半球最大的唐人街。

## 位置與歷史

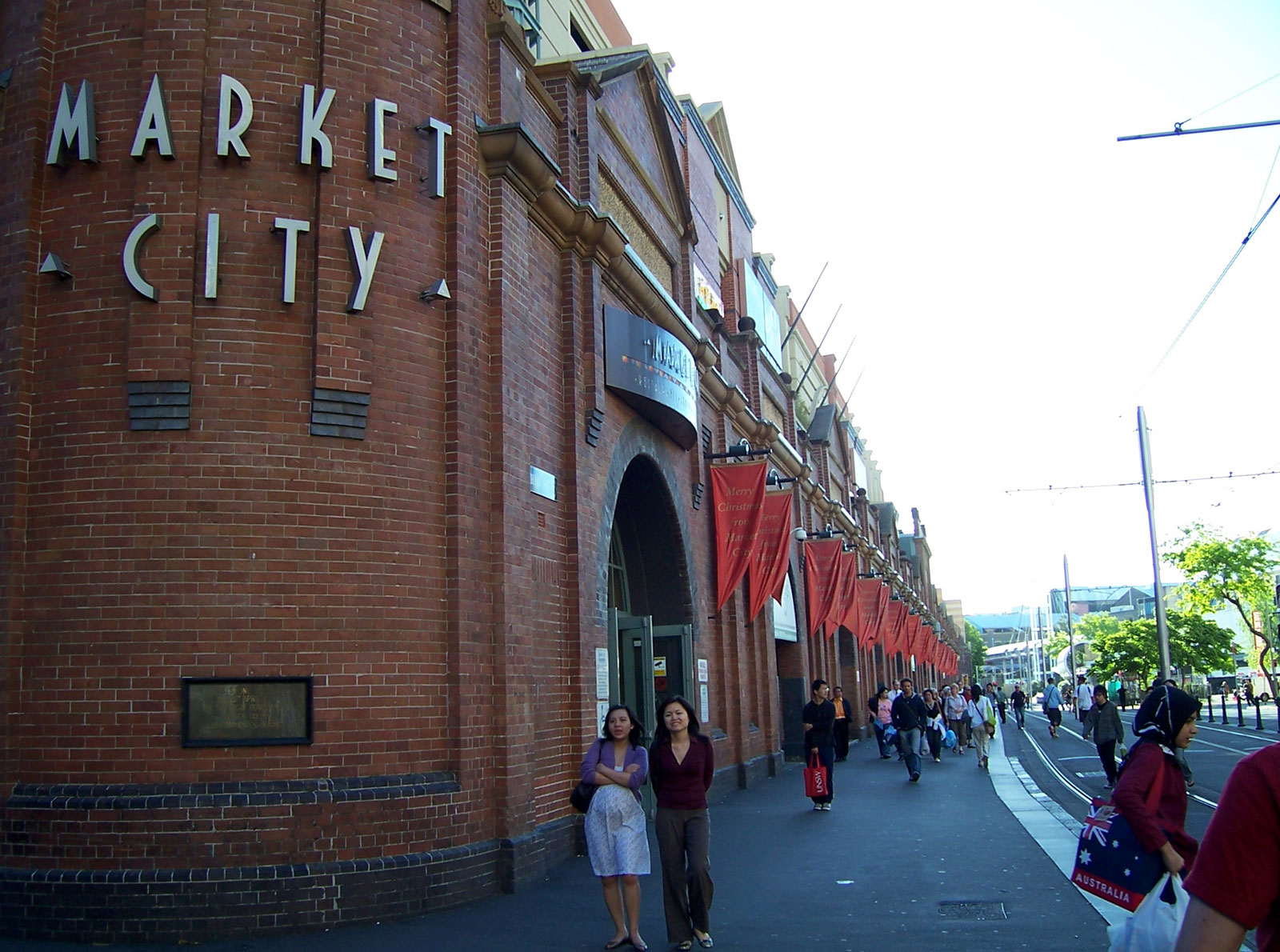
Market City市场內有不少攤販都是當地的華人新移民

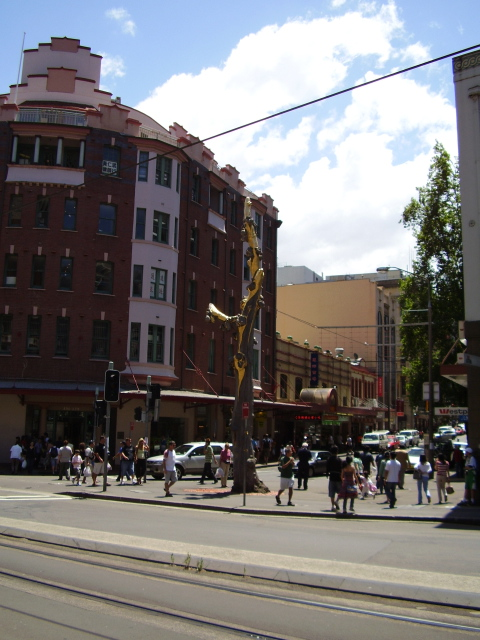
金水口（Golden Water Mouth）

現汉人街為悉尼第三個唐人街地點。在19世紀，原唐人街位於悉尼岩石區（The Rocks），後移至達令港市場街附近。直至1920年代，方遷至今址。其環繞兩旁充滿著中式餐館之德信街而建，並在兩端各立有一牌坊。東側有兩條路較為知名，一條名為莎瑟街（Sussex Street），其與德信街平行而起，並且有很多商店，另一條則為佐治街（George Street），其為悉尼主要的大道之一。在東端盡頭，即佐治街與禧街（Hay Street）交界，竪立著一座由死去樹幹製成的雕塑，名為Golden Water Mouth（“金水口”），据创作艺术家称他认为華人会相信此艺术品會為社區帶來幸運。除了上述數街外，唐人街亦包括了發多利街（Factory Street）、高賓街（Goulburn Street）、小禧街（Little Hay Street）、金貝里（Kimber Lane）與湯馬士街（Thomas Street）。 
在唐人街南端近禧街處，往時是商品市場，現在已被改建成一個大型購物建築群，名為Market City（查無譯名，意為街市城），其包括了一座新式購物商場、影城、大型高層住宅建築和一個名為派迪市場（Paddy's Market）的商品城及跳蚤市場（於週四至周日才開放），以及無數餐廳與精品店。 
與其他國家之唐人街不同之處在於，由於唐人街附近酒吧林立，附近街道都有閉路電視24小時監察，以防止有人醉酒鬧事；另外悉尼唐人街鄰近悉尼之中心商務區，所以當地之罪案率及衛生情況皆較其他地方之華埠為良好。另外，悉尼有著眾多摩天大樓，當地之政府部門為了顧全城市形象，於是對唐人街之建築高度作出限制。
而在過去二十年裡，於悉尼市郊出現了許多衛星唐人街，諸如艾士菲、車士活、好市圍與伊士活等。但悉尼唐人街仍然是澳洲華僑社區的焦點所在。

## 姊妹城市
悉尼為中國廣州市之姊妹城市，而在1988年澳洲二百週年國慶之際，具有中國園林特色的谊园於唐人街西端之達令港行政區落成，以作為中國政府給予悉尼之賀禮，其亦為中國本土以外少數有著中國傳統園林風格的公園。

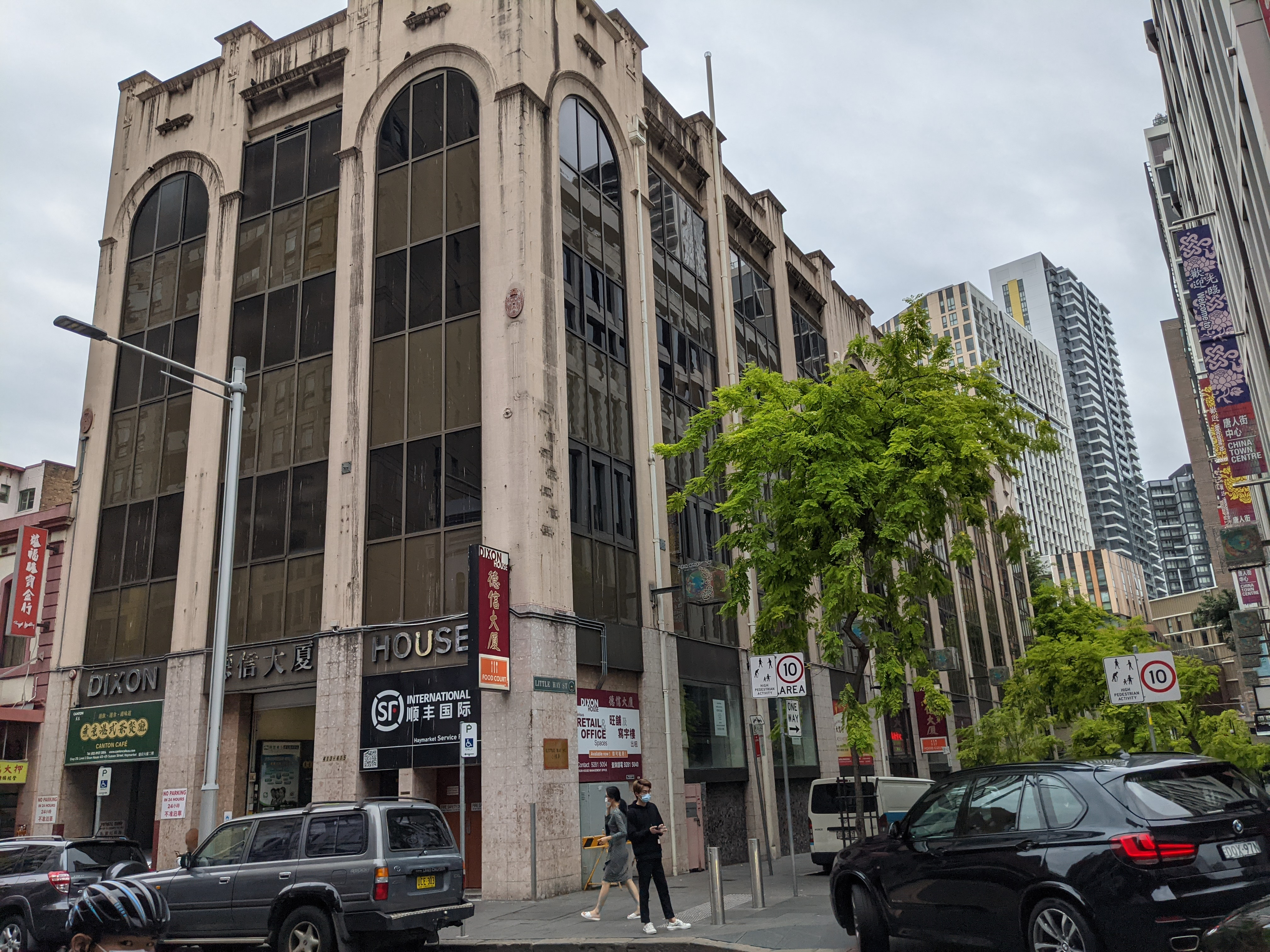
德信大廈，德信街80號
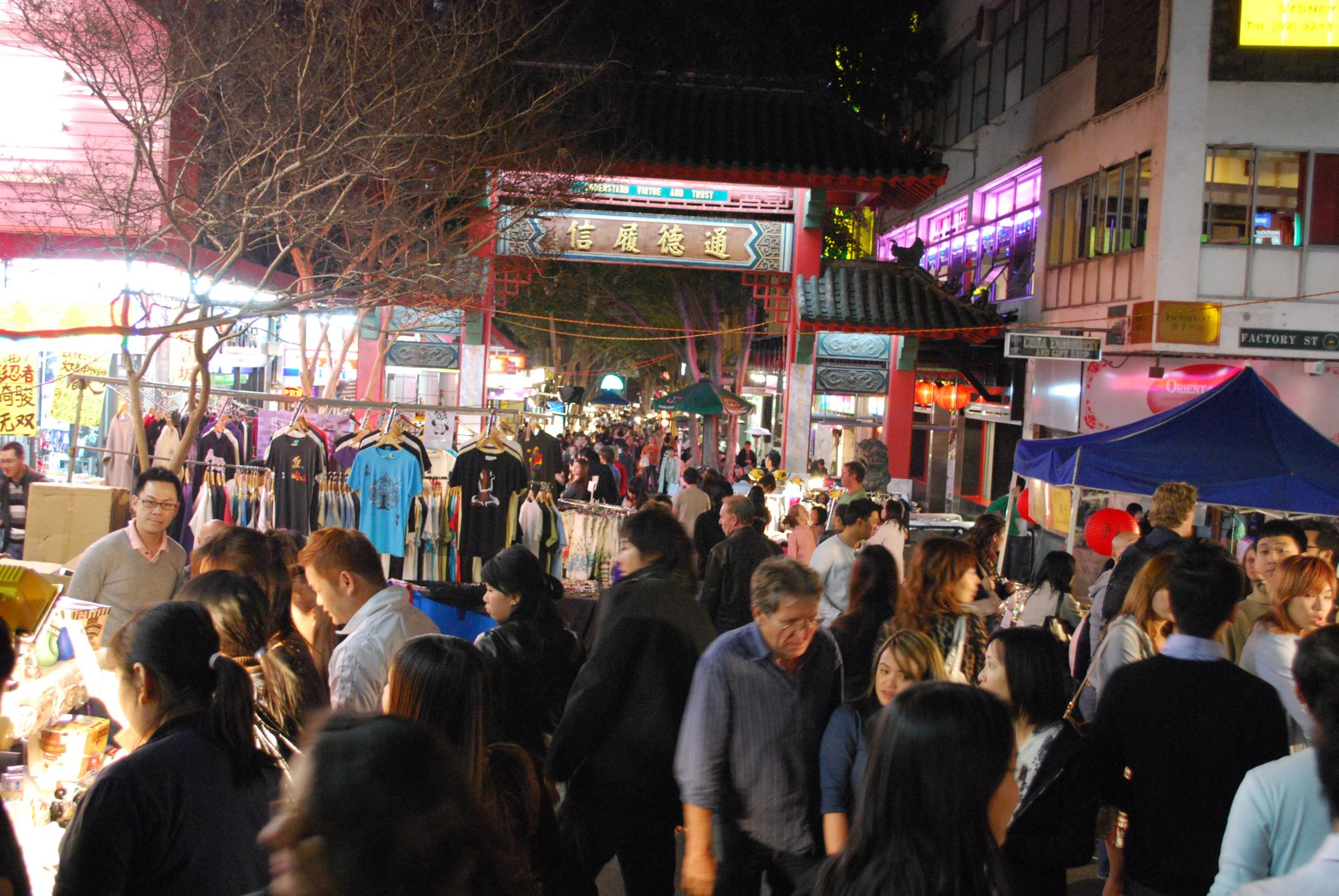
晚上外边市场
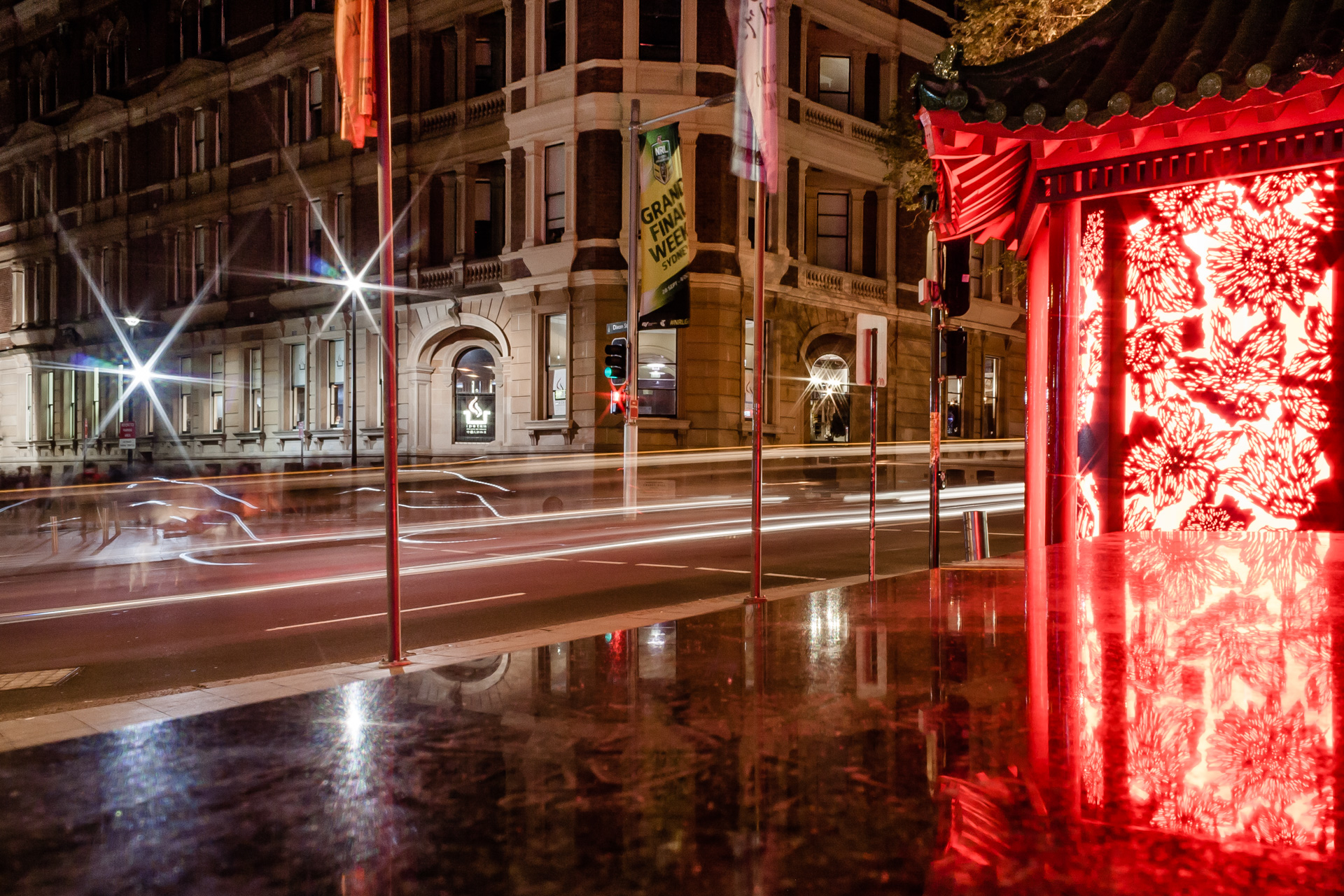
汉国成的晚上
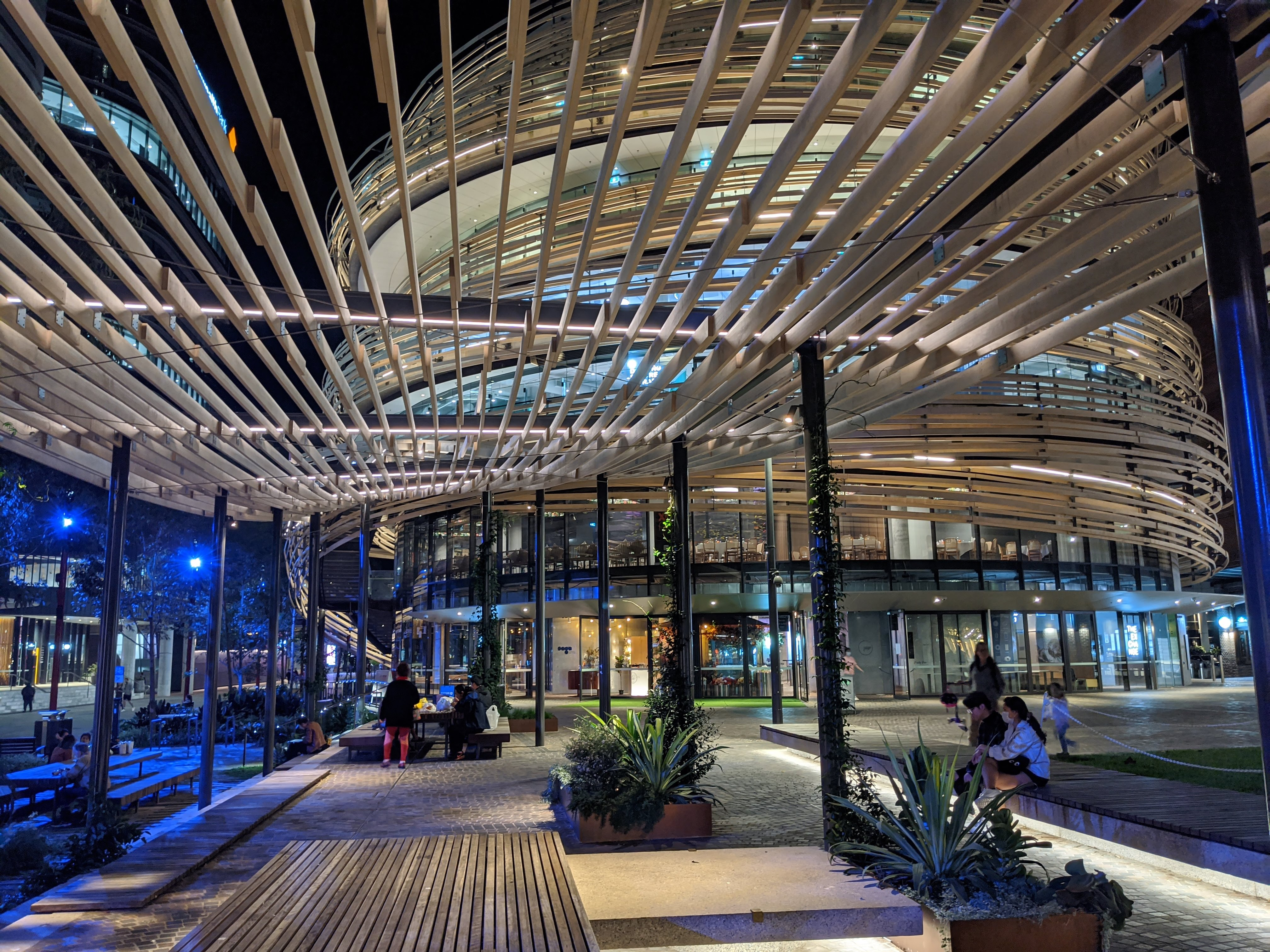
达令广场
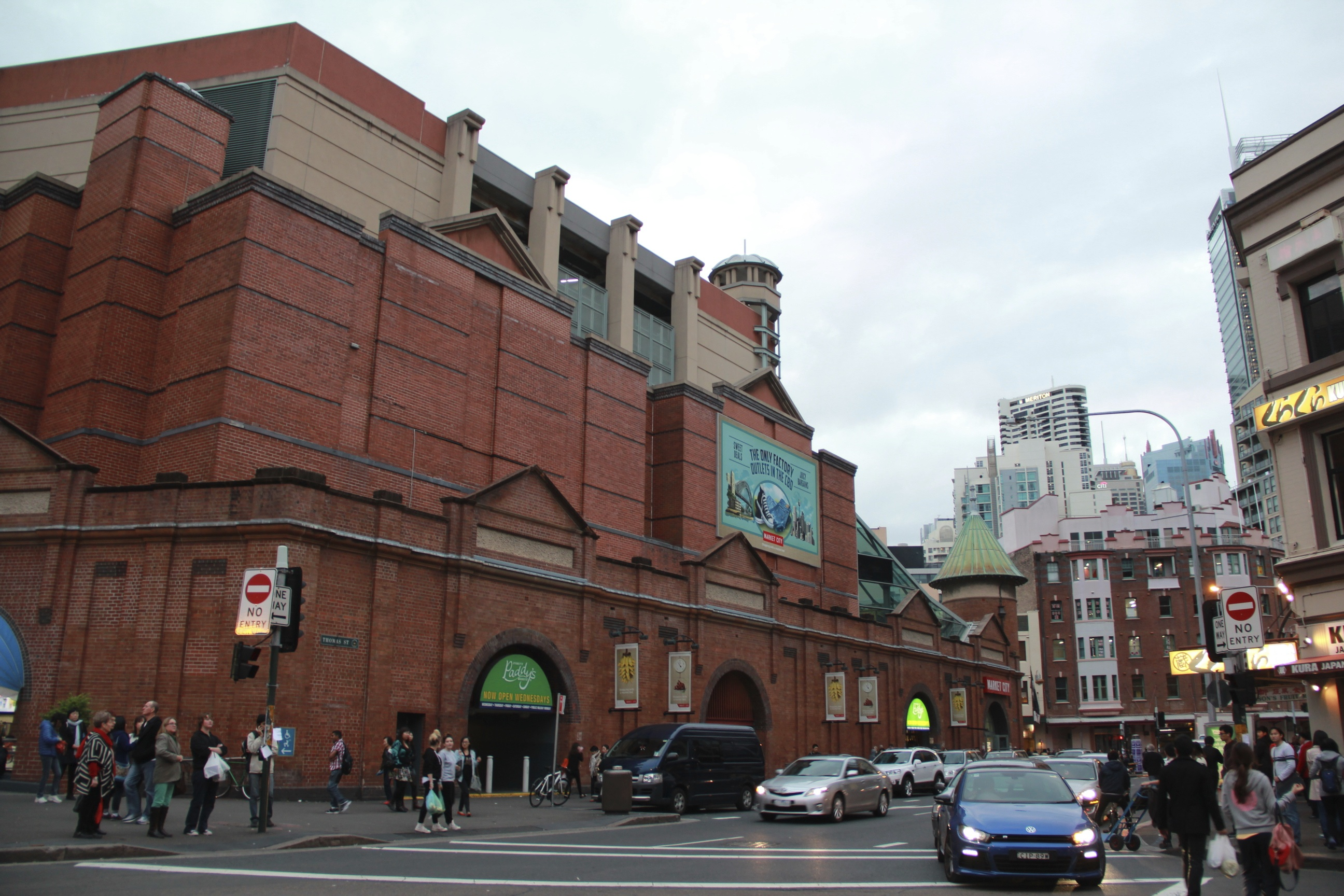
禧市，攝於2013年
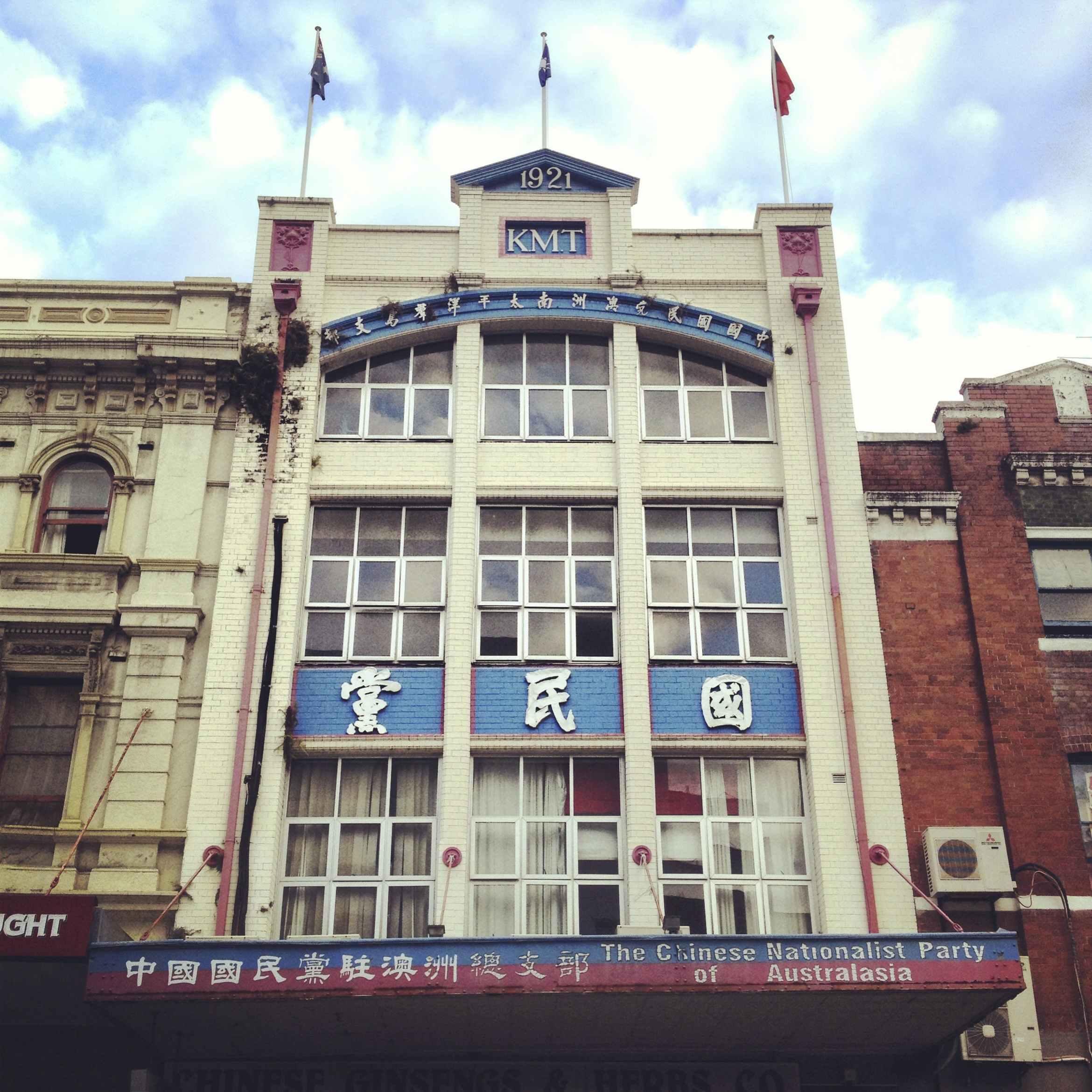
国民党楼
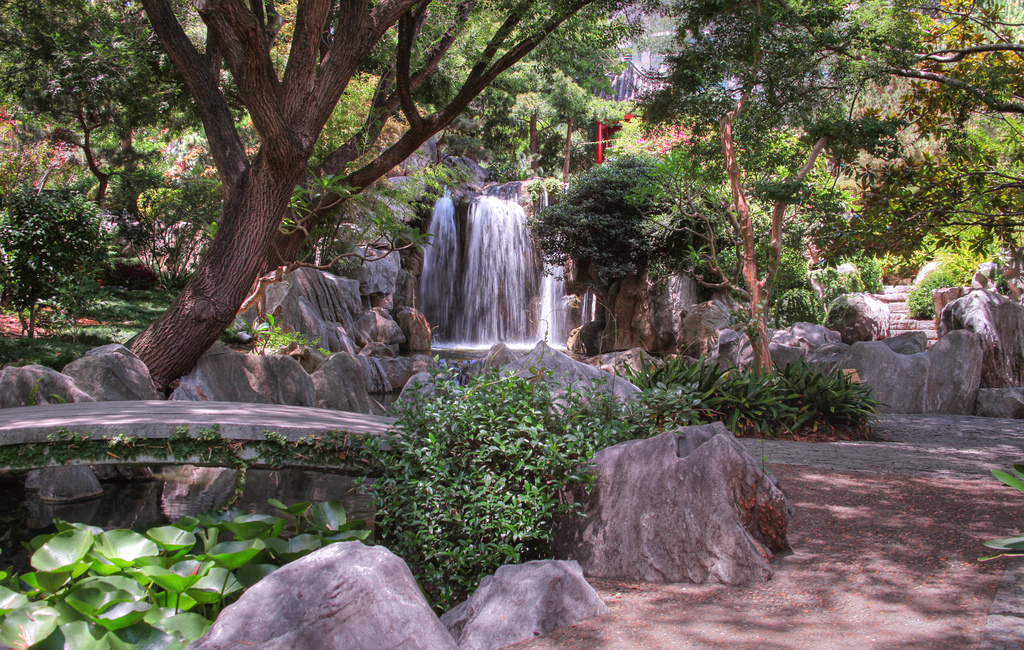
中澳朋友花园
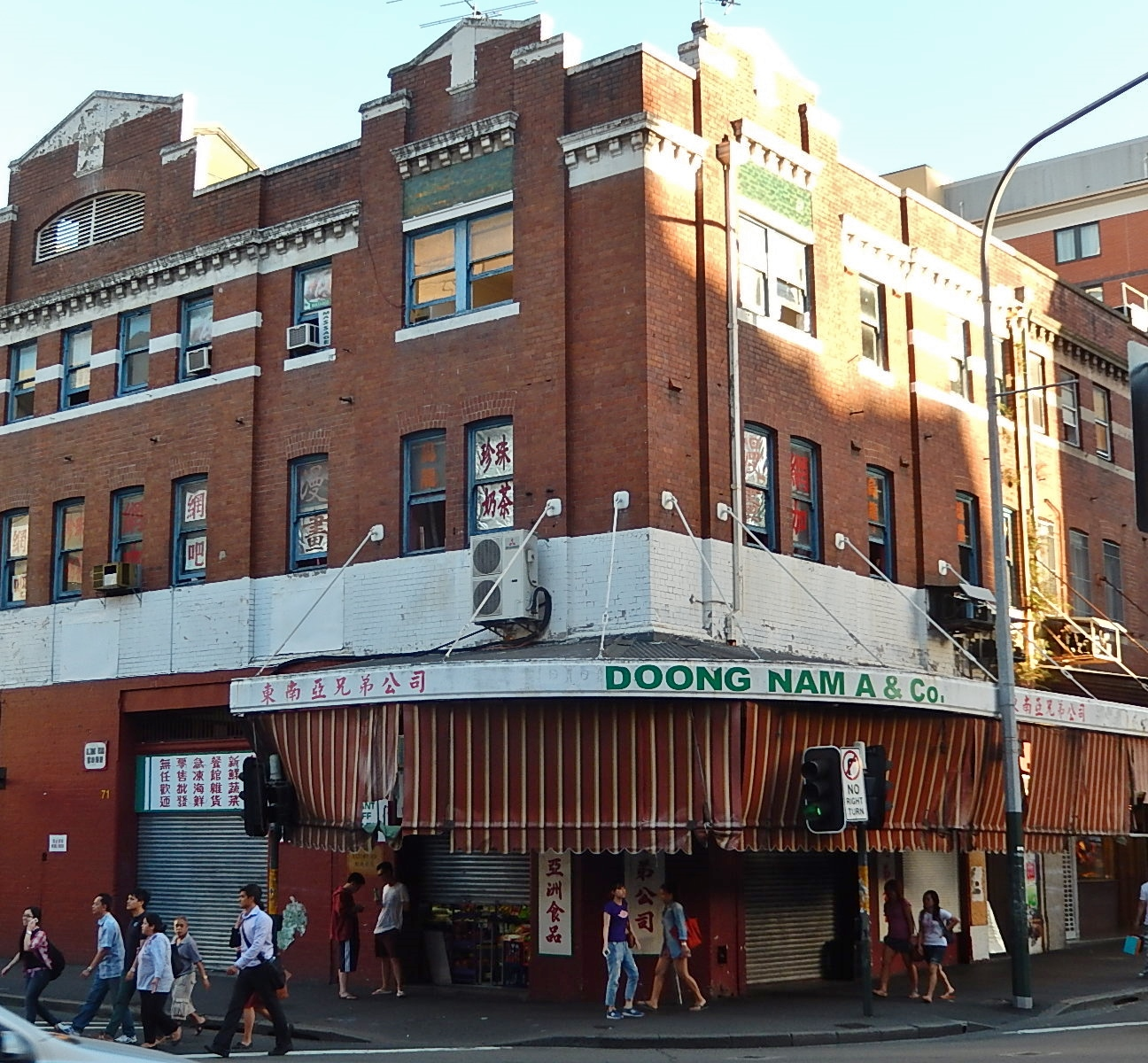
雪梨中国村商店
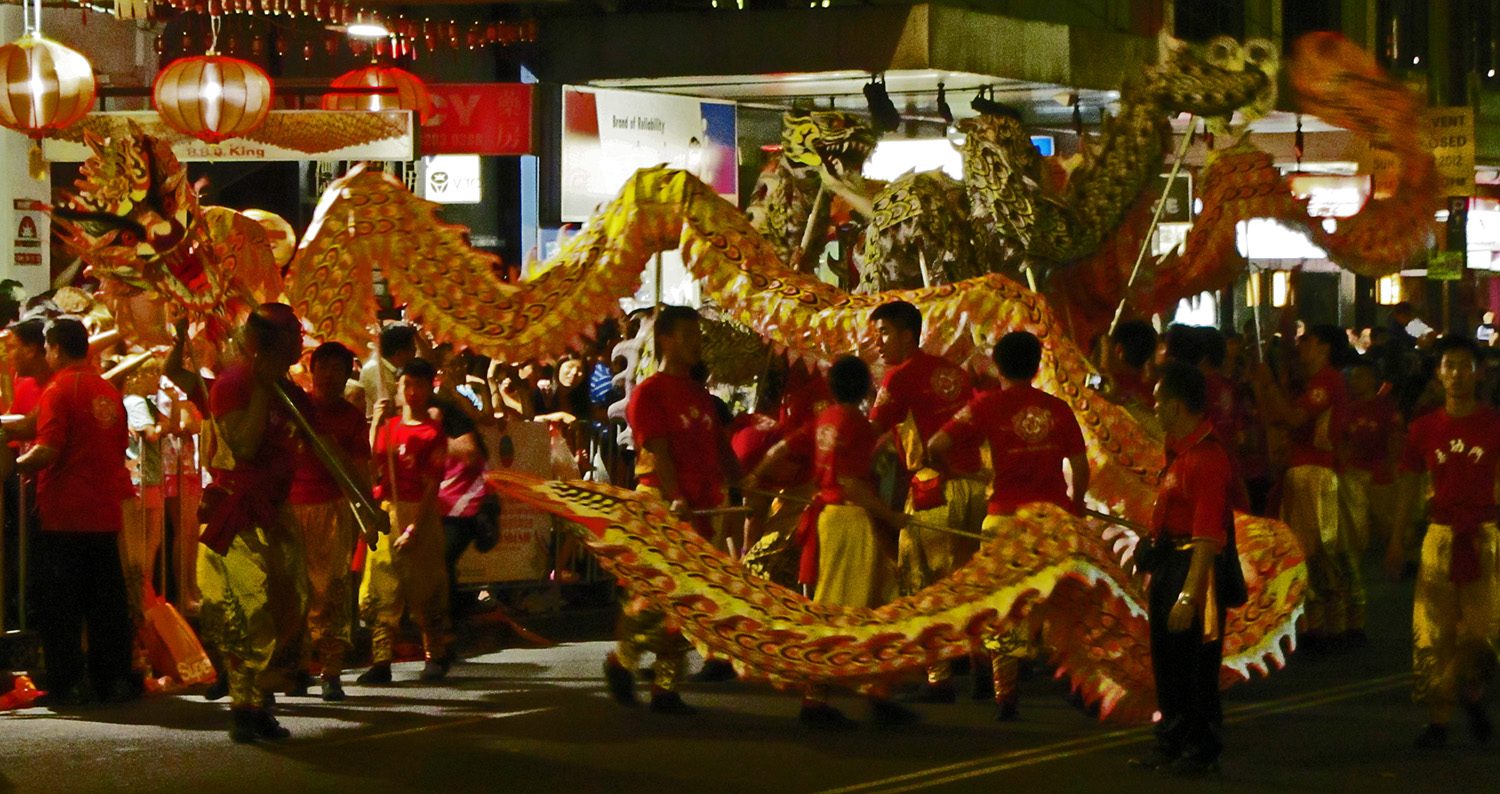
中国新年典礼
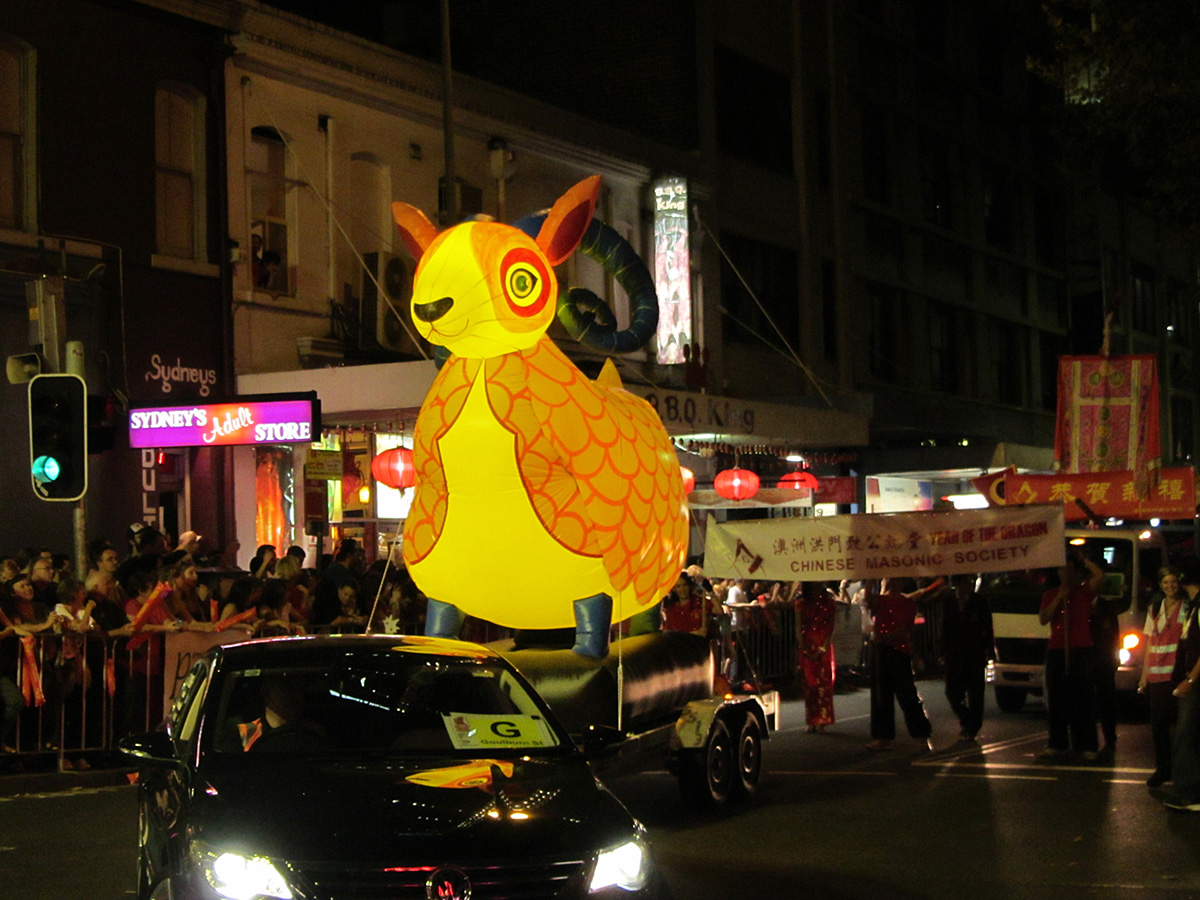
中国春节前由于2019冠狀病毒病疫情旅游和商业下降

## 雙語路牌

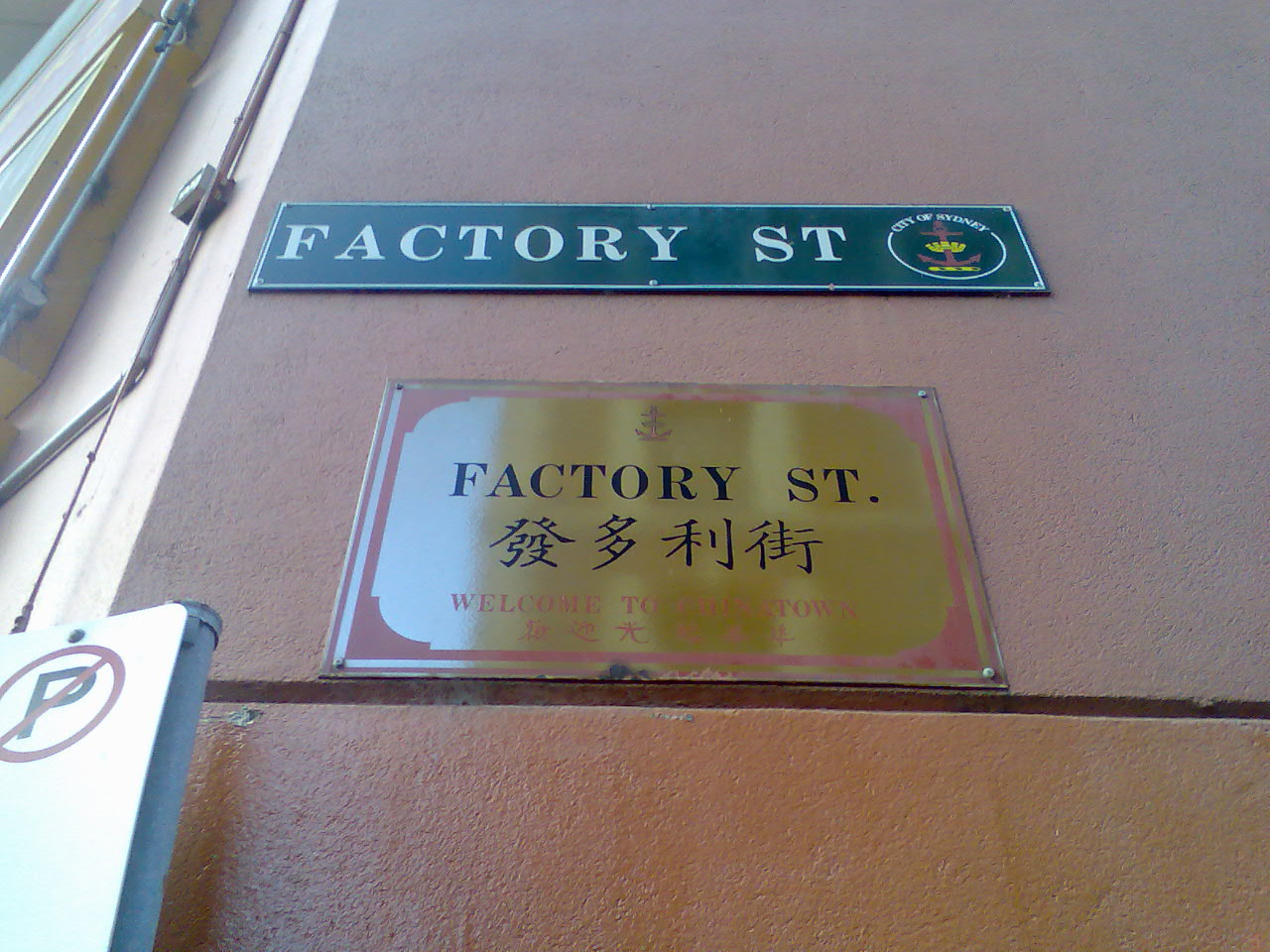
發多利街
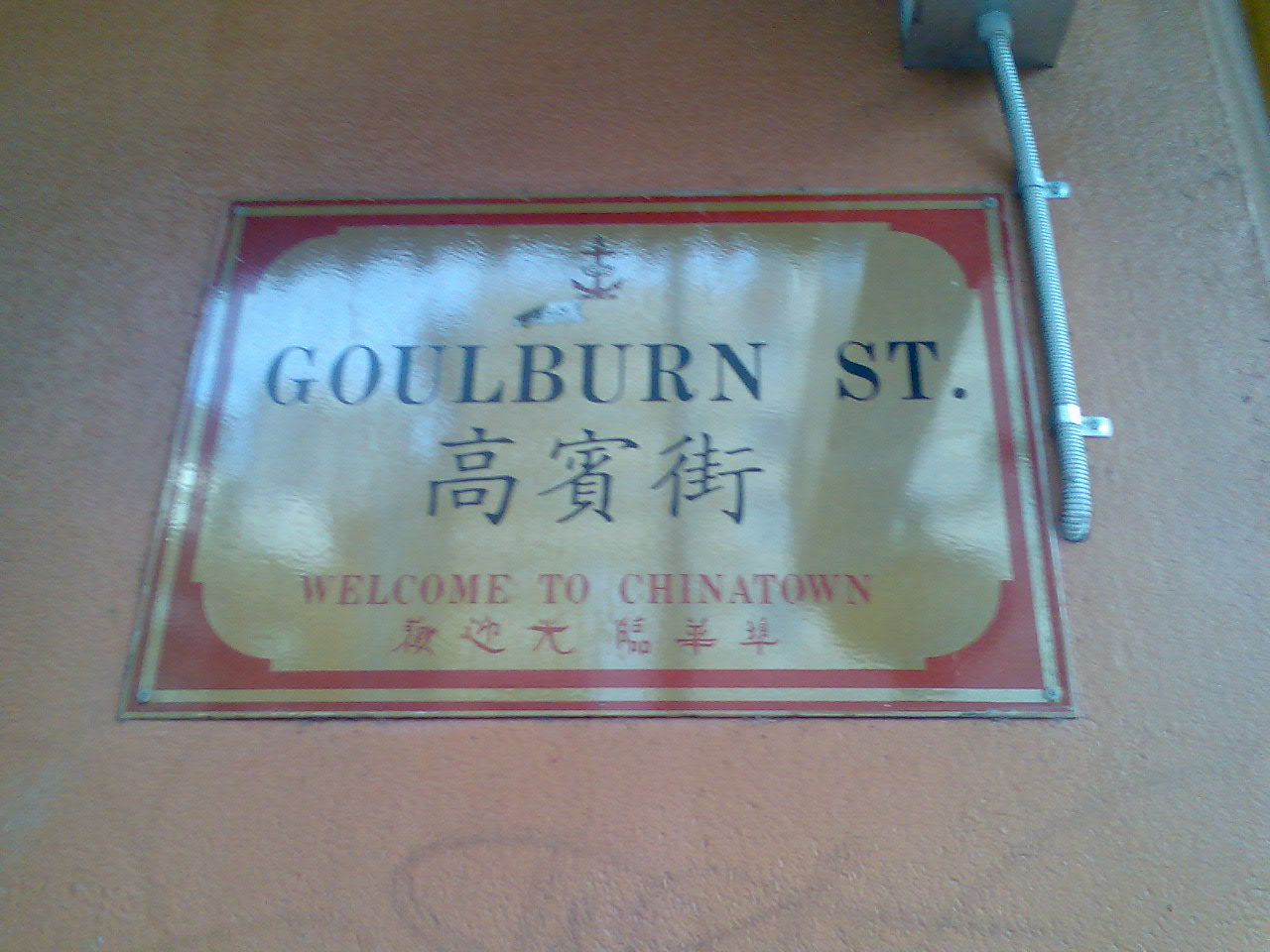
高賓街
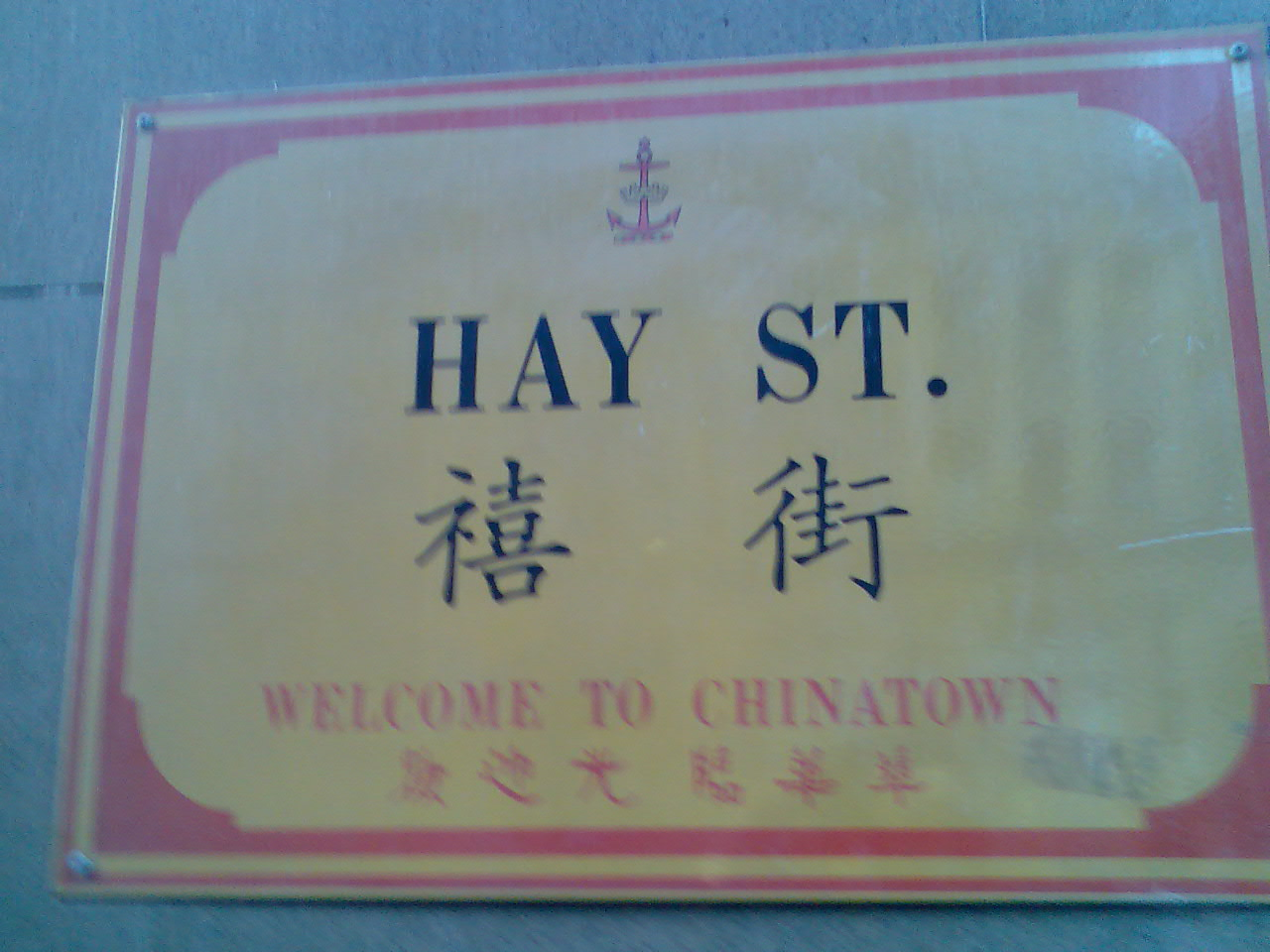
禧街
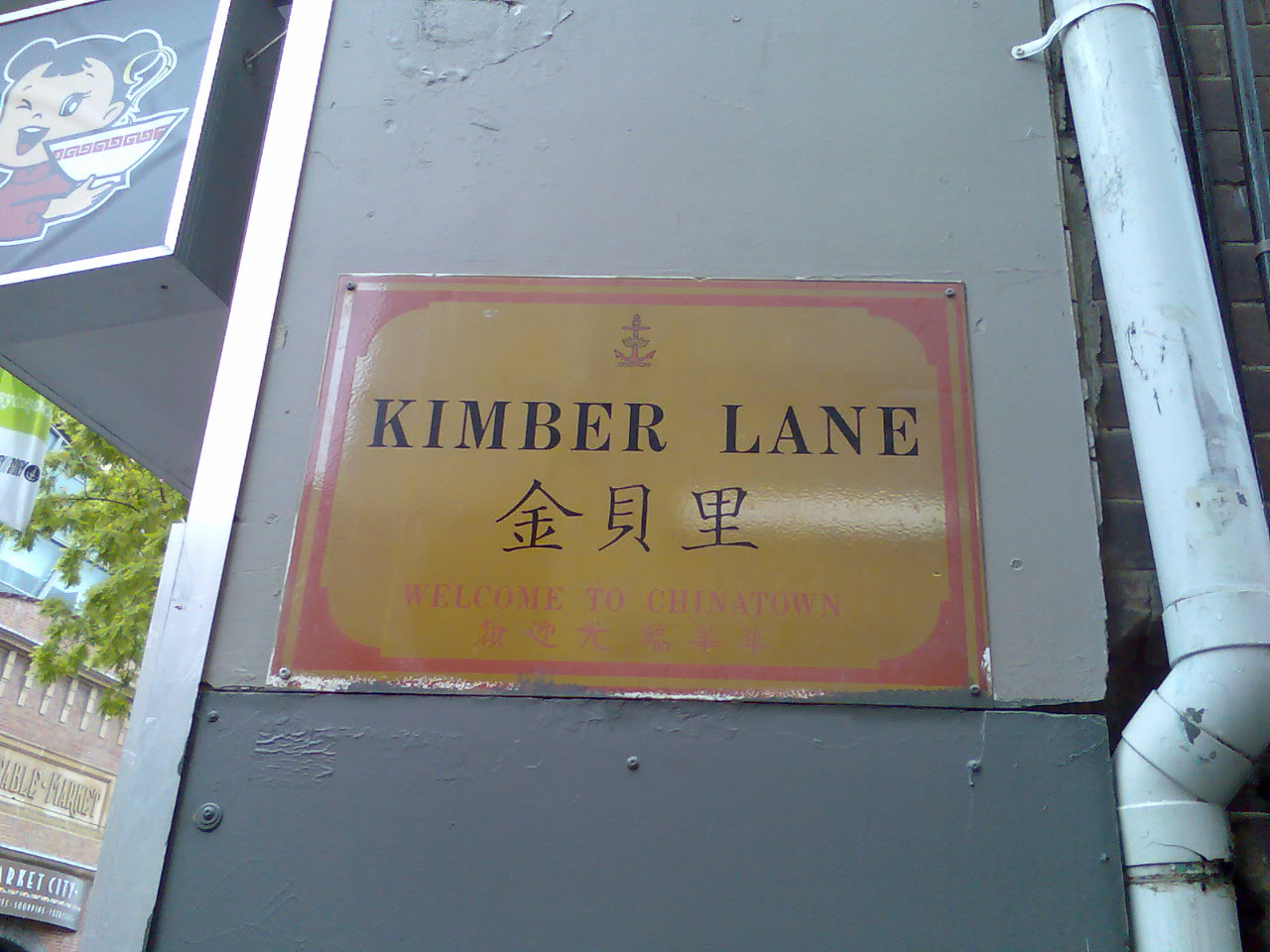
金貝里
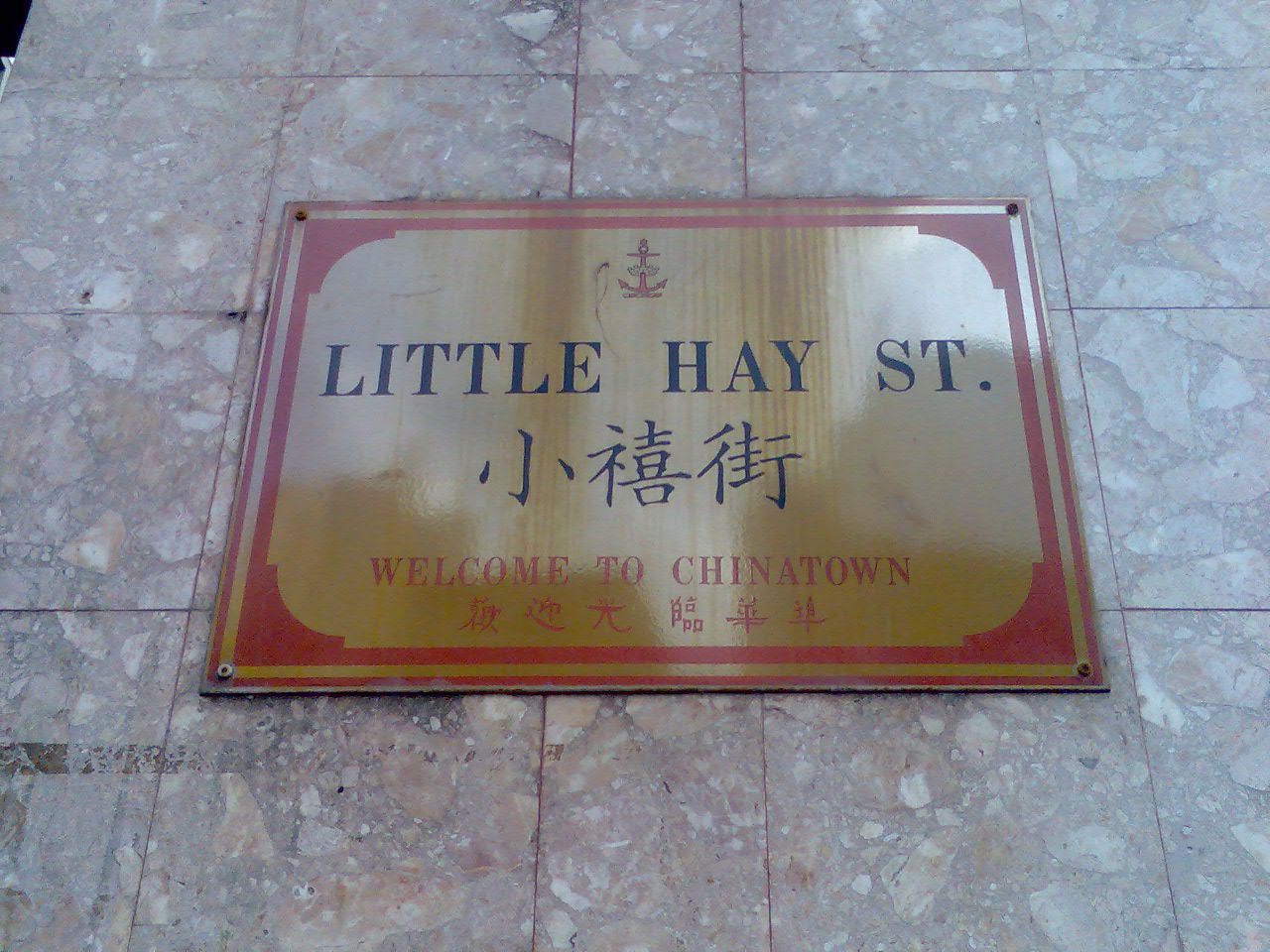
小禧街
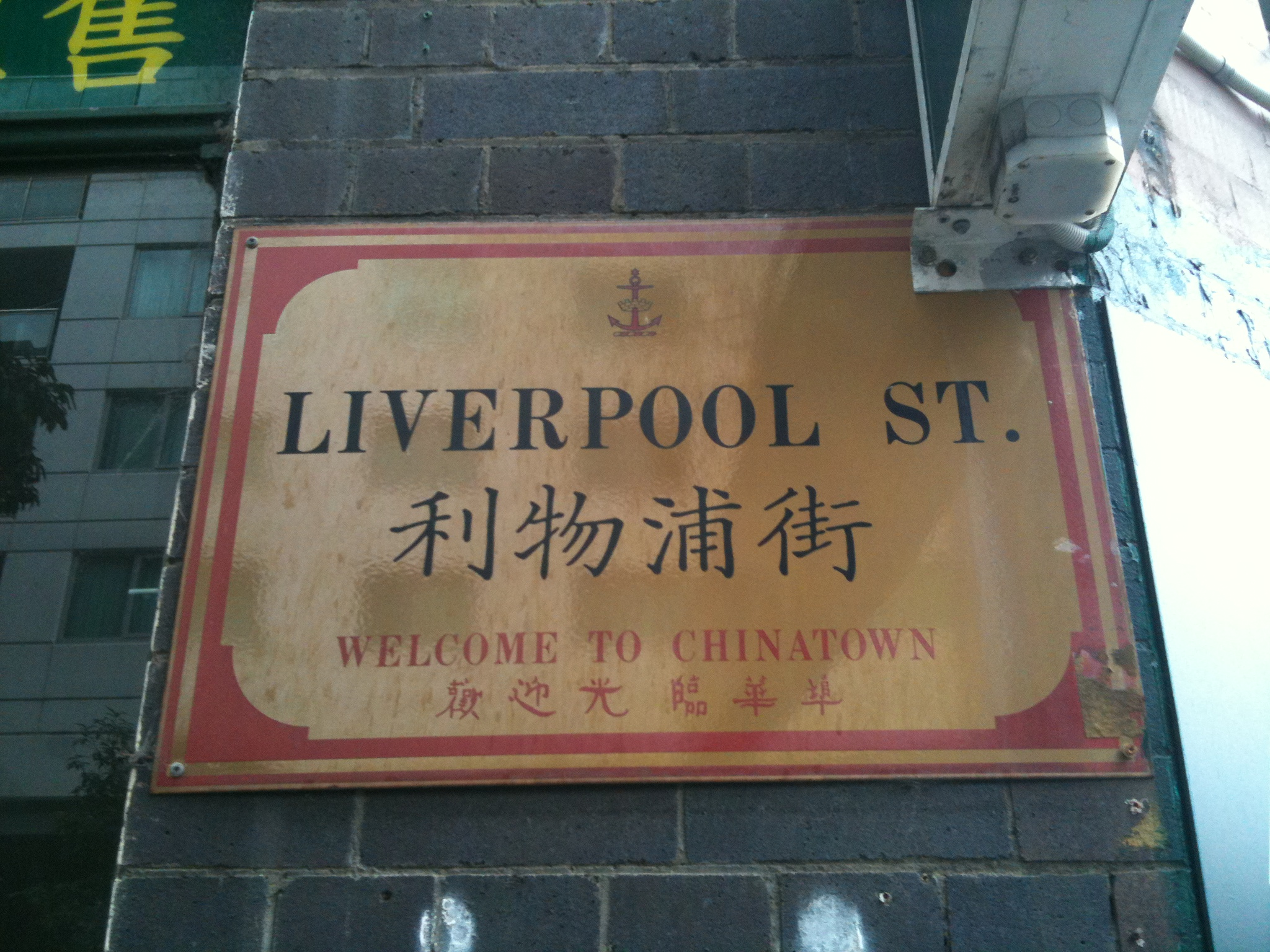
利物浦街
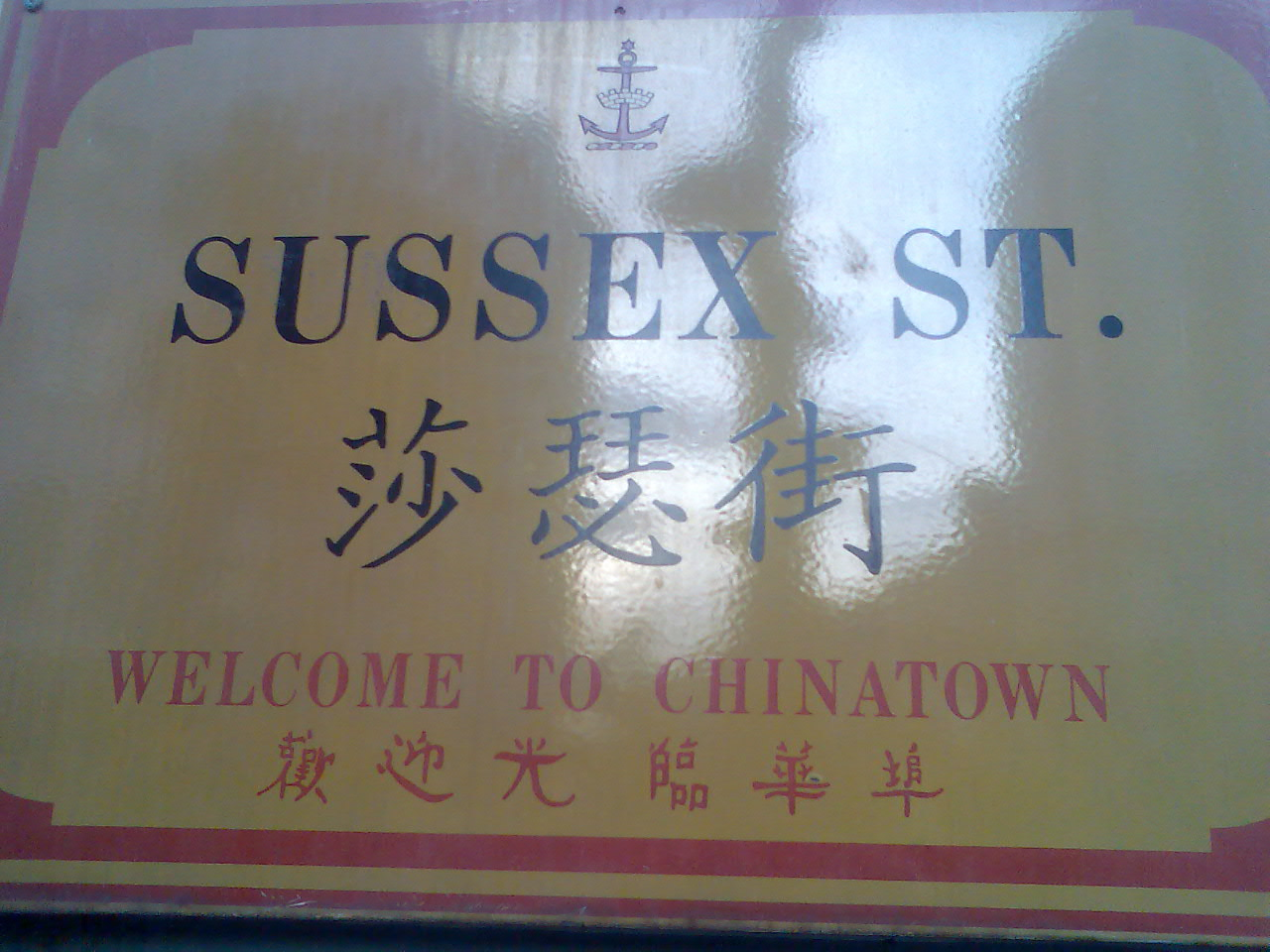
莎瑟街
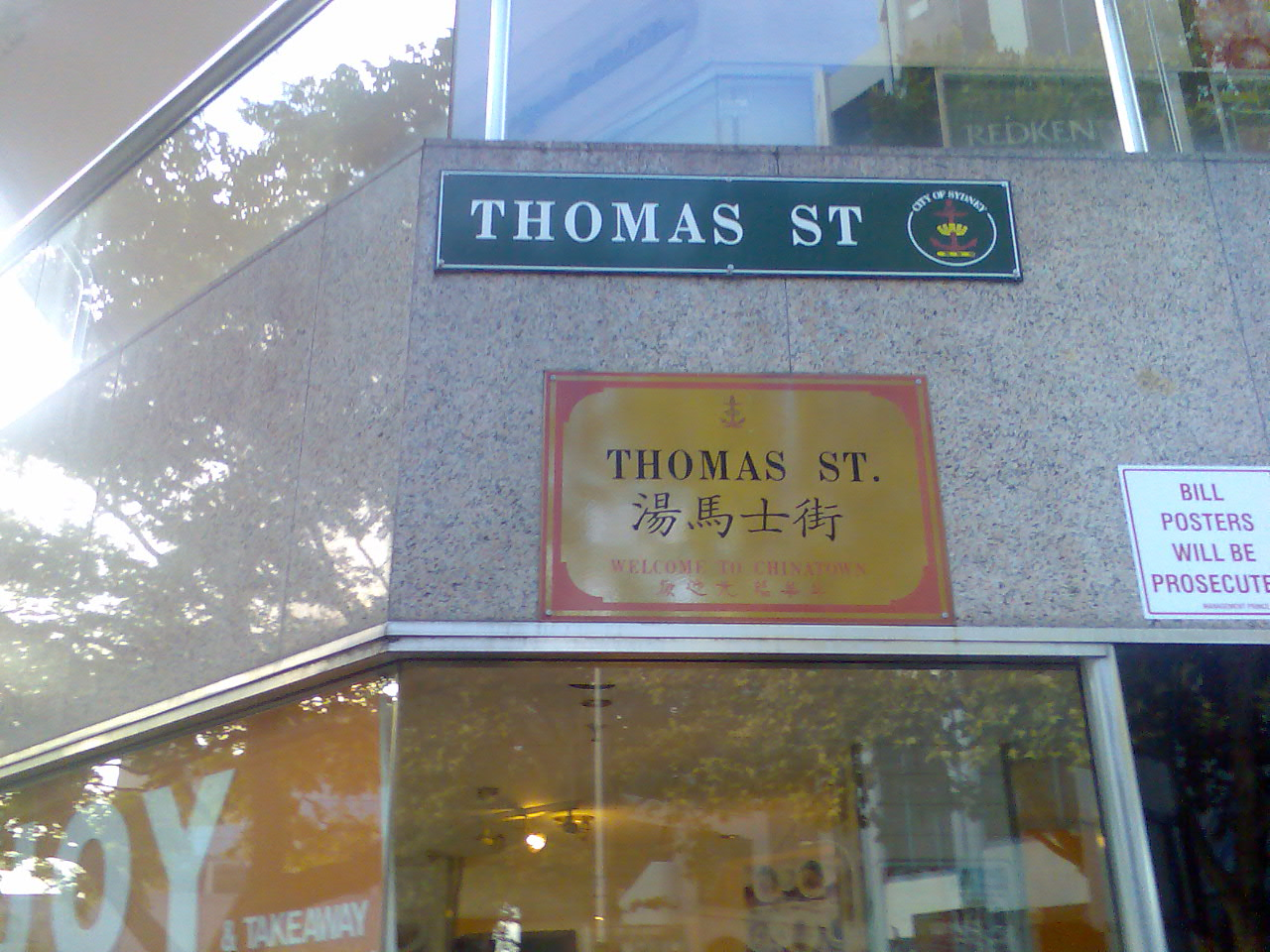
湯馬士街
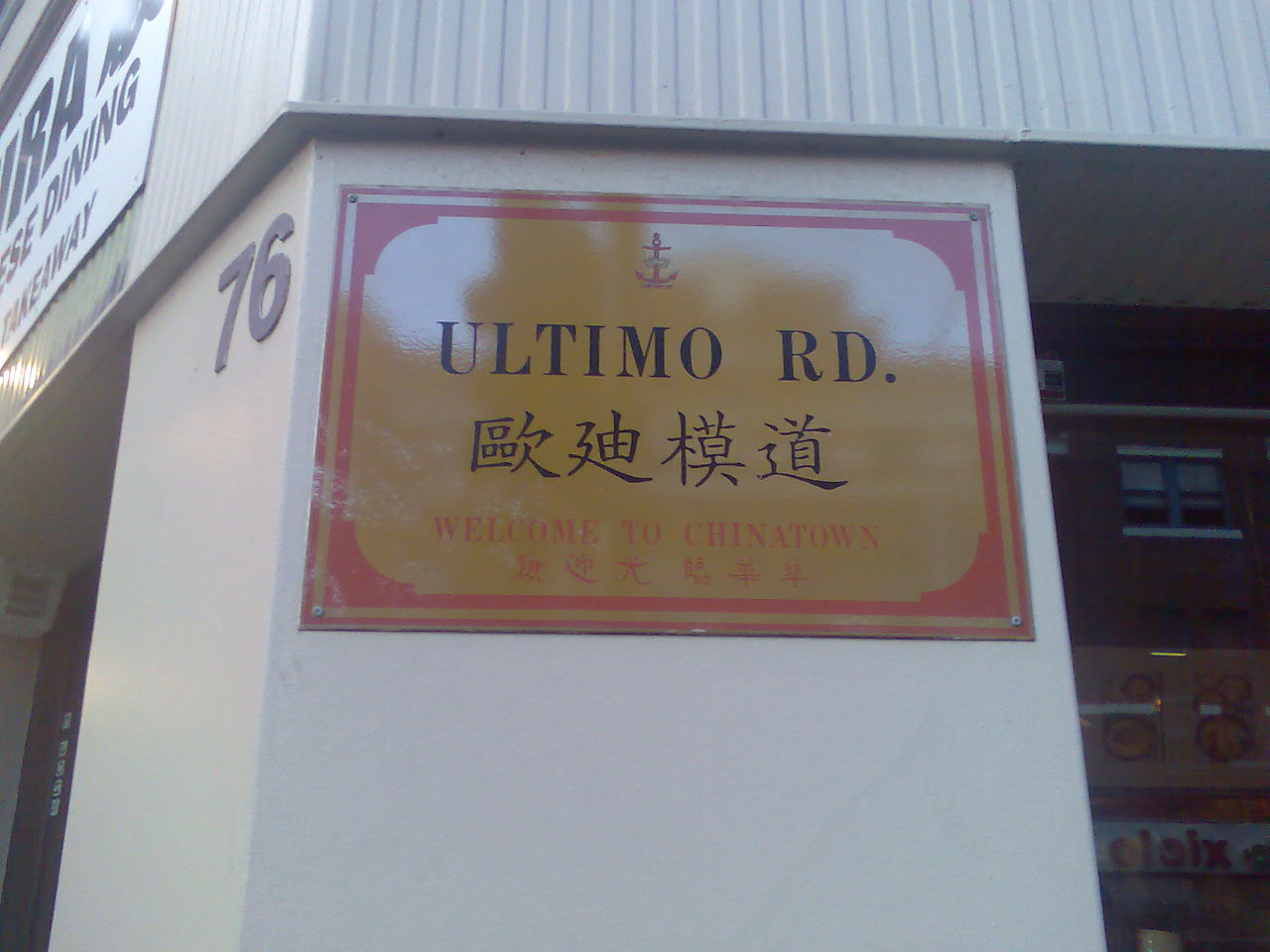
歐廸模道

## 延展閱讀
- Fitzgerald, Shirley.  (Paperback). State Library of New South Wales Press in association with The City of Sydney. 1997: 206 pages. ISBN 0-7310-6607-3.

## 外部連結
- 地理坐标：33°52′43.61″S 151°12′14.69″E / 33.8787806°S 151.2040806°E
- 悉尼唐人街 （页面存档备份，存于）
- 達令港之誼園 （页面存档备份，存于）